# Cantonul Saint-Lizier
Cantonul Saint-Lizier este un canton din arondismentul Saint-Girons, departamentul Ariège, regiunea Midi-Pyrénées, Franța.

## Comune
| Comune                | Populație (1999) | Cod poștal | Cod INSEE |
| --------------------- | ---------------- | ---------- | --------- |
| La Bastide-du-Salat   | 171              | 09160      | 09041     |
| Betchat               | 293              | 09160      | 09054     |
| Caumont               | 313              | 09160      | 09086     |
| Cazavet               | 181              | 09160      | 09091     |
| Gajan                 | 290              | 09190      | 09128     |
| Lacave                | 116              | 09160      | 09148     |
| Mauvezin-de-Prat      | 68               | 09160      | 09183     |
| Mercenac              | 251              | 09160      | 09187     |
| Montesquieu-Avantès   | 240              | 09200      | 09204     |
| Montgauch             | 129              | 09160      | 09208     |
| Montjoie-en-Couserans | 977              | 09200      | 09209     |
| Prat-Bonrepaux        | 809              | 09160      | 09235     |
| Saint-Lizier          | 1.592            | 09190      | 09268     |
| Lorp-Sentaraille      | 1.138            | 09190      | 09289     |
| Taurignan-Castet      | 152              | 09160      | 09307     |
| Taurignan-Vieux       | 209              | 09190      | 09308     |